# Typhlacontias rohani
Typhlacontias rohani är en ödleart som beskrevs av  Angel 1923. Typhlacontias rohani ingår i släktet Typhlacontias och familjen skinkar. Inga underarter finns listade i Catalogue of Life.